# Christian Schad (Schriftsteller)
Christian Konrad Schad (* 1. Juli 1821 in Schweinfurt; † 1. Juni 1871 in Kitzingen) war ein deutscher Schriftsteller.
Christian Konrad Schad wurde als jüngster von 6 Brüdern auf der städtischen Mainmühle in Schweinfurt geboren; sein Vater war Pächter der Mühle. Schad studierte von 1841 bis 1845 Philologie und Germanistik in Erlangen und Leipzig, anschließend wurde er Professor an der Lateinschule in Kitzingen. Durch seine Tätigkeit als Herausgeber des Deutschen Musenalmanachs (eines jährlich erscheinenden Sammelbands von Gedichten) von 1850 bis 1859 stand er in Kontakt mit zahlreichen bedeutenden Schriftstellern, darunter u. a. Ernst Moritz Arndt, Helmina von Chézy, Felix Dahn, Friedrich Hebbel, Heinrich Heine, Paul Heyse, August Heinrich Hoffmann von Fallersleben, Gottfried Keller, Franz Liszt und Friedrich Rückert. Er verfasste zahlreiche Gedichte, in seinem Nachlass finden sich aber auch zeitgeschichtlich interessante Entwürfe zu literatur- und lokalgeschichtlichen Studien. Er starb 1871 an Lungentuberkulose.

## Werke
- Deutscher Musenalmanach, hrsg. v. Christian Schad, Würzburg, Stahel, 1850–1859
- Deutsche Dichter-Gaben: Album für Ferdinand Freiligrath. Eine Sammlung bisher ungedruckter Gedichte der namhaftesten deutschen Dichter. Mit einem Stahlstichportr. Ferdinand Freiligrath's, hrsg. von Christian Schad und Ignaz Hub, Leipzig, Duncker & Humblot, 1868